# Emma Suárez
Emma Suárez sinh ngày 25.6.1964 tại Madrid, là một nữ diễn viên điện ảnh Tây Ban Nha đã đoạt giải Goya cho nữ diễn viên chính xuất sắc nhất.

## Tiểu sử
Suárez bắt đầu đóng phim Memorias de Leticia Valle của đạo diễn Miguel Ángel Rivas ở tuổi 15. Năm 1987 chị xuất hiện trên videoclip Así estoy yo sin ti của Joaquín Sabina.
Năm 1989 chị đóng vai chính lần đầu trong phim Blanca Paloma của Juan Miñón. Trong thập niên 1990, chị xuất hiện trong 3 phim của Julio Medem. Chị cũng cộng tác với đạo diễn Carmelo Gómez.
Emma kết hôn với đạo diễn Juan Esterlich Jr. Họ có một người con.

## Danh mục phim
| - La casa de mi padre (Gorka Merchán, 2009) - Óscar, una pasión surrealista (Lucas Fernández, 2008) - Todos los días son tuyos (José Luis Gutiérrez Arias, 2007) - Bajo las estrellas (Félix Viscarret, 2007) - Horas de luz (Manuel Matji, 2004) - Sansa (Siegfried, 2003) - El caballero Don Quijote (Manuel Gutiérrez Aragón, 2002) - Dama de Porto Pim (José Antonio Salgot, 2001) - Visionarios (Manuel Gutiérrez Aragón, 2001) - Besos para todos (Jaime Chávarri, 2000) - Sobreviviré (Alfonso Albacete y David Menkes, 1999) - La ciudad de los prodigios (Mario Camus, 1999) - Golpe de estadio (Sergio Cabrera, 1998) - Tu nombre envenena mis sueños (Pilar Miró, 1997) - El perro del hortelano (Pilar Miró, 1996) - Tierra (Julio Médem, 1996) - Pintadas (Juan Estelrich Jr., 1996) - Una casa en las afueras (Pedro Costa, 1995) - Enciende mi pasión (José Miguel Ganga, 1994) | - La ardilla roja (Julio Médem, 1993) - Vacas (Julio Médem, 1992) - Orquesta Club Virginia, (Manuel Iborra, 1992) - La vida láctea (Juan Estelrich Jr., 1992) - Tramontana (Carlos Pérez Ferré, 1991) - A solas contigo (Eduardo Campoy, 1990) - Contra el viento (Paco Periñán, 1990) - La blanca paloma (Juan Miñón, 1989) - La luna negra (Imanol Uribe, 1989) - Demasiado viejo para morir joven (Isabel Coixet, 1988) - En penumbra (José Luis Lozano, 1987) - Oficio de muchachos (Carlos Romero Marchent, 1986) - Tata mía (José Luis Borau, 1986) - Marbella, un golpe de cinco estrellas (Miguel Hermoso, 1985) - El jardín secreto (Carlos Suárez, 1984) - Sesión continua (José Luis Garci, 1984) - 1919: Crónica del alba (Antonio Betancor, 1983) - Memorias de Leticia Valle (Miguel Ángel Rivas, 1980) |

## Truyền hình
- Cazadores de hombres (2008)
- Hospital Central (2007) - 3 tập
- Cuéntame cómo pasó (2004)
- El Pantano (2003)
- Querido maestro (1997)
- Tristeza de amor (1986)

## Kịch
- Tío Vania (2008)
- A Electra le sienta bien el luto (2005-2006), basada en La Orestiada
- Proserpina, Perséfone (2004)
- Las criadas (2002)
- La Chunga (1987)
- Bajarse al moro (1985-1986)
- El cementerio de los pájaros (1982-1983)

## Giải thưởng & đề cử
Giải Goya
| Năm  | Loại giải                                      | Phim                   | Kết quả   |
| ---- | ---------------------------------------------- | ---------------------- | --------- |
| 2007 | Giải Goya cho nữ diễn viên chính xuất sắc nhất | Bajo las estrellas     | Đề cử     |
| 1996 | Giải Goya cho nữ diễn viên chính xuất sắc nhất | El perro del hortelano | Đoạt giải |
| 1993 | Giải Goya cho nữ diễn viên chính xuất sắc nhất | La ardilla roja        | Đề cử     |

Giải Fotogramas de Plata
| Năm  | Loại giải                              | Phim/Serie                                                  | Kết quả   |
| ---- | -------------------------------------- | ----------------------------------------------------------- | --------- |
| 1997 | Nữ diễn viên truyền hình xuất sắc nhất | Querido maestro                                             | Đề cử     |
| 1996 | Nữ diễn viên điện ảnh xuất sắc nhất    | El perro del hortelano Tierra Tu nombre envenena mis sueños | Đoạt giải |
| 1993 | Nữ diễn viên điện ảnh xuất sắc nhất    | La ardilla roja                                             | Đề cử     |
| 1990 | Nữ diễn viên điện ảnh xuất sắc nhất    | La blanca paloma                                            | Đề cử     |

Giải của Liên đoàn diễn viên
| Năm  | Loại giải                              | Phim/Serie             | Kết quả   |
| ---- | -------------------------------------- | ---------------------- | --------- |
| 1997 | Nữ diễn viên truyền hình xuất sắc nhất | Querido maestro        | Đề cử     |
| 1996 | Nữ diễn viên điện ảnh xuất sắc nhất    | El perro del hortelano | Đề cử     |
| 1993 | Nữ diễn viên điện ảnh xuất sắc nhất    | La ardilla roja        | Đoạt giải |

Các giải khác
- Giải Ondas cho nữ diễn viên chính xuất sắc nhất (1996)
- Giải Círculo de Escritores Cinematográficos cho nữ diễn viên xuất sắc nhất (1993)
- Giải Sant Jordi cho nữ diễn viên xuất sắc nhất (1990 và 1994)